# D'une tonne à un tout petit poids
 (avril 2014).
Si vous disposez d'ouvrages ou d'articles de référence ou si vous connaissez des sites web de qualité traitant du thème abordé ici, merci de compléter l'article en donnant les références utiles à sa vérifiabilité et en les liant à la section « Notes et références ».
Albums de Renan Luce
Le Clan des miros
(2009)
D'une tonne à un tout petit poids est le troisième album du chanteur français Renan Luce, sorti le 7 avril 2014.

## Liste des titres
| 1.    | Voyager                       | 4:10 |
| 2.    | La Boîte                      | 3:14 |
| 3.    | Appelle quand tu te réveilles | 3:56 |
| 4.    | J'habitais là                 | 3:37 |
| 5.    | Au téléphone avec maman       | 3:11 |
| 6.    | Réponse à tout                | 4:36 |
| 7.    | Amoureux d'une flic           | 3:48 |
| 8.    | Damoclès                      | 3:10 |
| 9.    | Les Secrets chuchotés         | 4:13 |
| 10.   | Courage                       | 3:15 |
| 37:10 |                               |      |

### DVD Bonus
L'album est réédité en édition limitée et comporte un DVD bonus qui propose 3 sessions live en studio.
| No | Titre                         | Durée |
| -- | ----------------------------- | ----- |
| 1. | La Boîte                      |       |
| 2. | Courage                       |       |
| 3. | Appelle quand tu te réveilles |       |

## Musiciens
- Renan Luce : chant, guitares, chœurs
- Philippe Etressangle : batterie, percussions
- Fred Jimenez : basse
- Martin Hederos : piano, claviers, violon sur Voyager et Damoclès
- Ludovic Bruni : guitare électrique sur Appelle quand tu te réveilles, Au téléphone avec maman, Damoclès et guitare acoustique sur La Boîte et Damoclès
- Peter von Poehl : chœurs, sifflets sur Damoclès
- Christophe Cravero : violon sur Damoclès, vents sur Voyager et Les Secrets chuchotés
- Camille Lebrequier : cor
- Étienne Lamatelle : trombone
- Cédric Chatelain : cor anglais
- Brice Pichard : trompette

## Classement hebdomadaire
| Classement (2014)            | Meilleure position |
| ---------------------------- | ------------------ |
| Belgique (Wallonie Ultratop) | 7                  |
| France (SNEP)                | 17                 |
| Suisse (Schweizer Hitparade) | 62                 |